# Tatiana Belkova
Tatiana Belkova (en russe : Татьяна Белькова) est une ancienne joueuse de volley-ball russe née le 8 septembre 1986 à Angarsk (Irkoutsk). Elle mesure 1,88 m et jouait au poste de réceptionneuse-attaquante.

## Clubs
| Club             | De        | À         |
| ---------------- | --------- | --------- |
| Lokomotif Angara | 2003-2004 | 2009-2010 |
| Omitchka Omsk    | 2010-2011 | 2013-2014 |
| Avtodor-Metar    | 2014-2015 | 2014-2015 |